# هيلين كندريك جونسون
هيلين كندريك جونسون (بالإنجليزية: Helen Kendrick Johnson)‏ هي كاتِبة أمريكية، ولدت في 4 يناير 1844 في هاميلتون في الولايات المتحدة، وتوفيت في 3 يناير 1917.